# Justin Moore
Justin Cole Moore (n. 30 de marzo de 1984) es un cantante y compositor estadounidense de Música country, firmó contrato de sello discográfico con Big Machine Records y Valory Music Group. Ha publicado tres álbumes estudio con Valory Music Group titulados: Justin Moore en 2009, Outlaws Like Me en 2011, y Off the Beaten Path en 2013. Ha alcanzado 7 posiciones números 1 en la lista de Hot Country Songs en las cuales se incluyen «Small Town USA», «If Heaven Wasn't So Far Away», y «Til My Last Day», y sus éxitos «Backwoods», «Point at You», y «Lettin' the Night Roll».

## Carrera musical
Moore comenzó a realizarse como cantante durante su penúltimo año de escuela secundaria. Después de graduarse, se unió a la banda de rock de su tío y se mudó a Nashville, Tennessee en 2002. Se encontró con un joven productor en Nashville, Jeremy Stover, quien le presentó a Scott Borchetta, un ejecutivo de la industria que estaba planeando lanzar Valory Music Group. Borchetta prometió darle un contrato de grabación si estaría paciente en esperar.

### 2008-2010
A mediados de 2008, Moore firmó contrato con Music Group Valory, y con la industria discográfica independiente Big Machine Records.

## Vida personal
En 2007, contrajo matrimonio con Kate de Houma, Luisiana. Tienen dos hijas, Ella Kole, nacida el 11 de febrero de 2010, y Kennedy Faye, nacida el 21 de noviembre de 2011. Él es un ferviente partidario de los «Pittsburgh Steelers» y los «Razorbacks de Arkansas».